# Frauenstreik

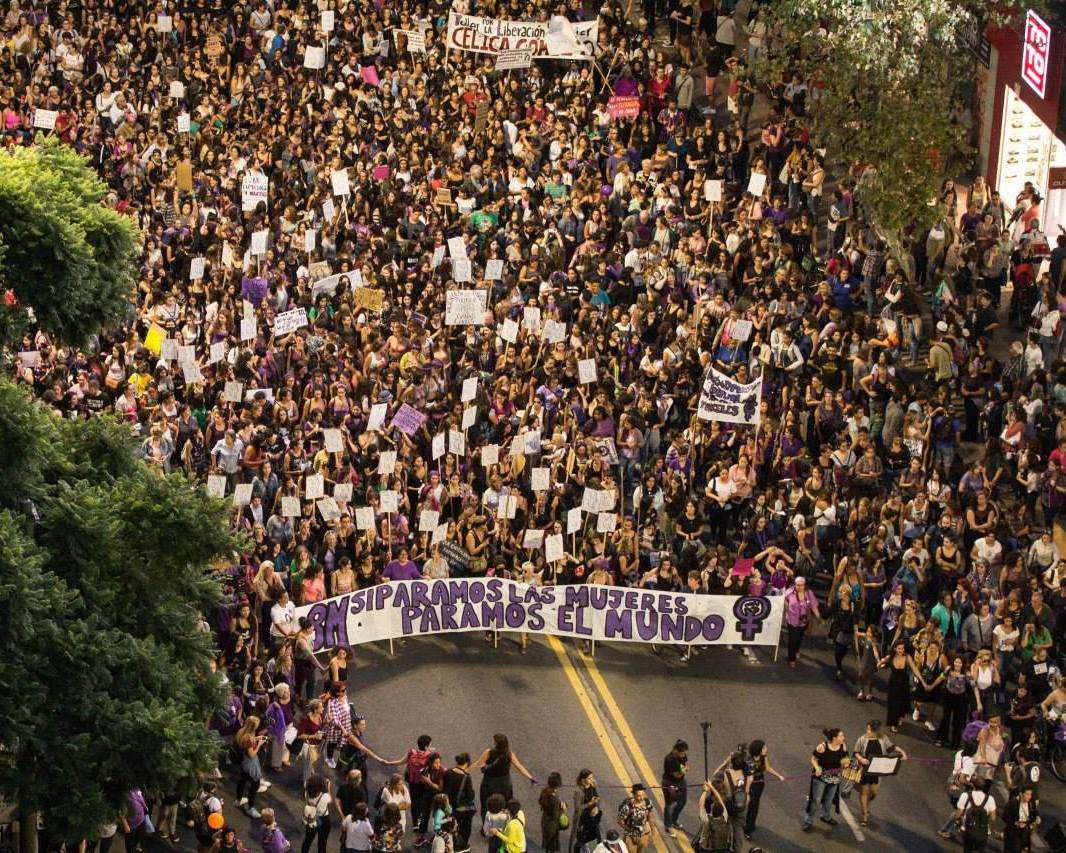
Frauenstreik in Montevideo (Uruguay), am 8. März 2018.

Als Frauenstreik wird die organisierte Aussetzung der Arbeit von Frauen bezeichnet, mit der auf systematische oder strukturelle Probleme aufmerksam gemacht werden soll, um entsprechende politische Ziele durchzusetzen. Er unterscheidet sich vom Sexstreik sowie vom Streik im Sinne eines Arbeitskampfes.

## Streik der 700in Österreich, 1893
Der „Streik der 700“ von 1893 war der erste organisierte Frauenstreik Österreichs. In Folge beginnender Organisation von Frauen in einer Wiener Appreturfabrik, angeführt von Amalie Seidel und Adelheid Popp, traten während der Ereignisse schließlich insgesamt 700 Arbeiterinnen aus drei Appreturfabriken in den Streik. Ihre Forderungen waren der arbeitsfreie 1. Mai, die Reduzierung der täglichen Arbeitszeit von 13 auf 10 Stunden und eine bessere Bezahlung sowie die Wiedereinstellung von Amalie Seidel nach deren Kündigung. Die Forderungen wurden nach drei Wochen Streik durchgesetzt.

## Women’s Strike for Equality, USA 1970
Am 26. August 1970 beteiligten sich etwa 50.000 Frauen in den USA am „Women’s Strike for Equality“. Ziele waren unter anderem ein Recht auf Abtreibung, Chancengleichheit in der Arbeit und kostenlose Kinderbetreuung. Der Streiktag fand in New York und anderen Landesteilen statt und wurde von der feministischen National Organization for Women unterstützt.

## Island 1975
Am 24. Oktober 1975 legten anlässlich des Internationalen Jahres der Frau etwa 90 % der weiblichen Bevölkerung Islands ihre Arbeit für einen Tag nieder. Ein Komitee der fünf wichtigsten Frauenorganisationen des Landes hatte den als „Frauen-Ruhetag“ bezeichneten Protesttag organisiert, um für mehr Gleichheit, eine gerechtere Bezahlung und eine bessere Kinderbetreuung zu demonstrieren. Rund 25.000 Frauen und einige Männer beteiligten sich an der Demonstration in Reykjavík. Der Tag und die Aktion finden ihren Widerhall im amerikanisch-isländischen Dokumentarfilm Ein Tag ohne Frauen der Regisseurin Pamela Hogan und Produzentin Hrafnhildur Gunnarsdóttir.

## Schweiz 1991, 2019
Beim landesweiten Schweizer Frauenstreik vom 14. Juni 1991 beteiligten sich Hunderttausende von Frauen an Streik- und Protestaktionen. Die Idee für den Streik hatten einige Uhrenarbeiterinnen im Vallée de Joux, die sich über die ungleichen Löhne empörten. Anlass war das zehnjährige Bestehen des Verfassungsartikels „Gleiche Rechte für Mann und Frau“. Motto des Streiks war „Wenn frau will, steht alles still“. Der Streikaufruf des Schweizerischen Gewerkschaftsbundes wurde von den meisten Frauenorganisationen mitgetragen, nur der Bund Schweizerischer Frauenvereine äußerte sich öffentlich gegen das Vorhaben. In Informationsveranstaltungen wurde über die zögerliche Umsetzung des Artikels durch die Bundesregierung informiert und in verschiedensten Aktionen der Unmut der Schweizerinnen über die Verzögerungstaktik des Bundesrates bei Gleichberechtigungsthemen ausgedrückt. Es war dies die grösste politische Mobilisation in der Schweiz seit dem Generalstreik von 1918.

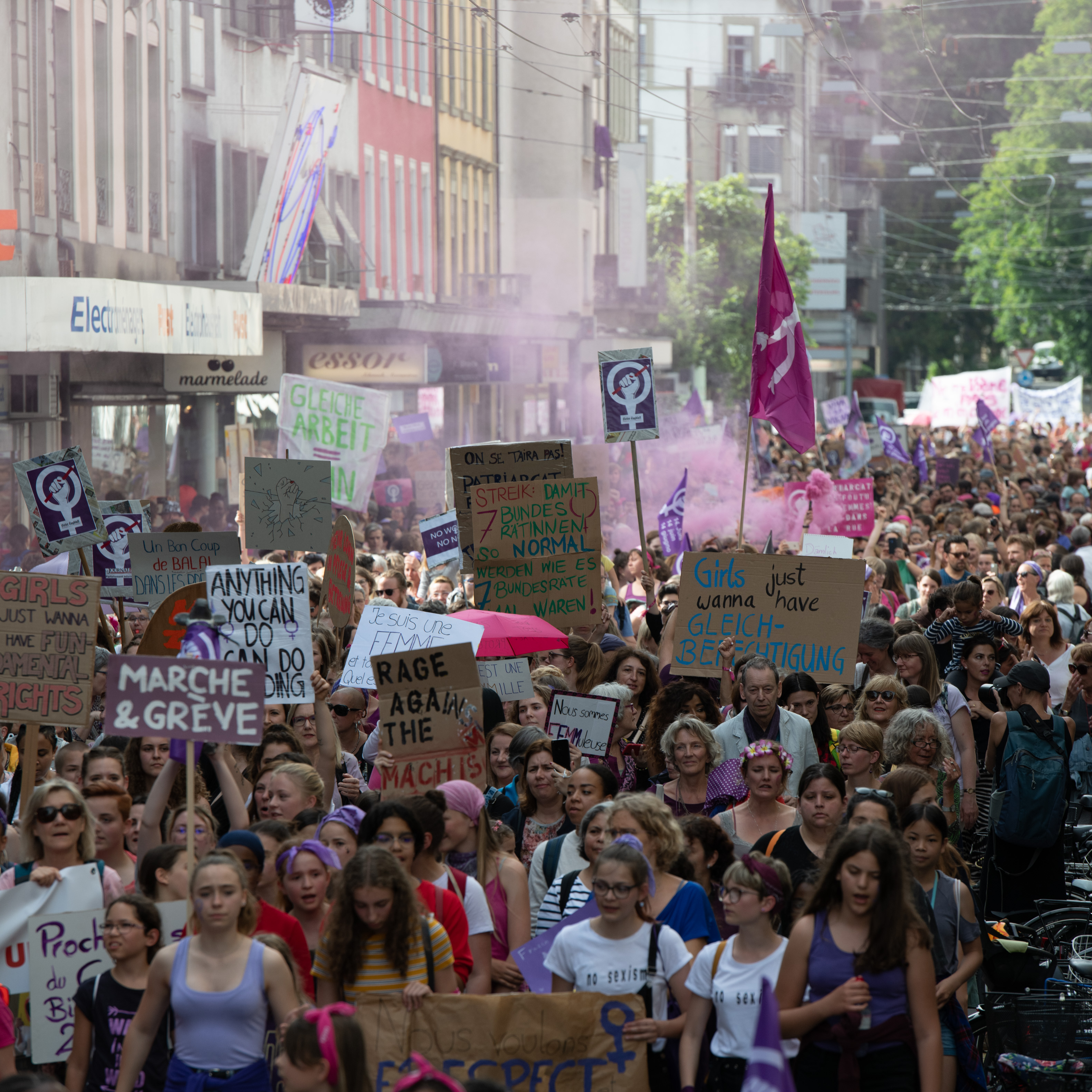
Frauenstreik 2019 in Biel/Bienne

Im Juni 2011 fand ein nationaler Frauenaktionstag mit einer Demonstration statt, der von rund 50 Organisationen getragen wurde, darunter zum ersten Mal dem Bäuerinnen- und Landfrauenverband. Damit wurde daran erinnert, dass manche der Anliegen des Frauenstreiks von 1991, insbesondere im Bereich der Lohngleichheit, immer noch nicht erfüllt waren.
Am 14. Juni 2019 wurde ein zweiter Frauenstreik durchgeführt. Die Forderungen, die der Schweizerische Gewerkschaftsbund (SGB) formulierte, tragen die Überschrift „Lohn. Zeit. Respekt.“ Dabei geht es u. a. um eine finanzielle Aufwertung und höhere gesellschaftliche Anerkennung von Frauenarbeit, mehr Zeit und Geld für Betreuungsarbeit (Care-Arbeit), Bekämpfung von Sexismus und sexueller Belästigung. Im Mittelpunkt standen die durch die Schweizerische Lohnstrukturerhebung und das Département d’économie quantitative der Universität Freiburg (CH) belegten Lohnungleichheiten zwischen Frauen und Männern: Laut der Studie verdienen Frauen in der Schweiz durchschnittlich 19,6 % weniger als Männer, wobei 42,9 % dieser Lohnunterschiede unerklärt sind. Zudem sind weiterhin 71,8 % der Arbeitsstellen mit hohen Bruttolöhnen von über 8.000 Franken in Männerhand. Laut den Organisatorinnen haben über 500.000 Teilnehmerinnen im ganzen Land an Demonstrationen und Kundgebungen teilgenommen.
Auch 2021 fand ein feministischer Streik in der Schweiz statt an dem insgesamt über 100.000 Menschen teilnahmen.

## Spanien 2018

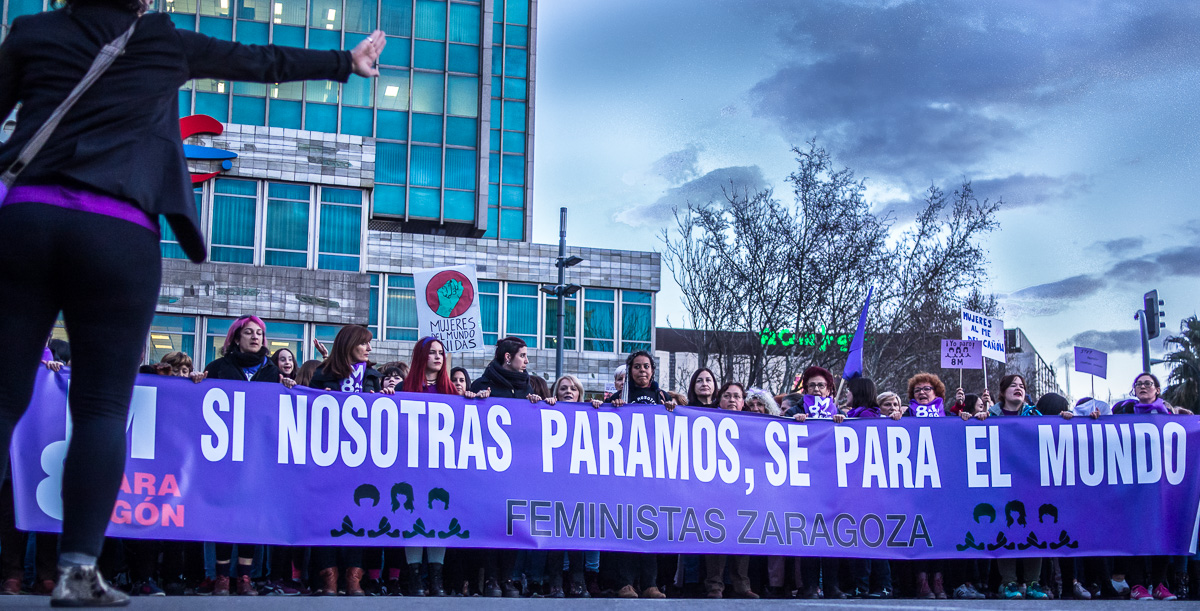
Saragossa 8. März 2018

Am Internationalen Frauentag 2018 beteiligten sich in Spanien mehr als 5,3 Millionen Menschen an einem Frauenstreik unter dem Motto Wenn die Frauen streiken, dann steht die Welt still.

## Lateinamerika
In Argentinien formierte sich 2015 die Bewegung „NiUnaMenos“ („Nicht eine weniger!“), um gegen Femizide und Gewalt gegen Frauen zu mobilisieren. Sie rief 2016 zum ersten feministischen Massenstreik auf. Der Anlass war die Ermordung der 16-jährigen Lucía Pérez, die von einer Gruppe von Männern brutal vergewaltigt und aufgespießt in der argentinischen Küstenstadt Mar del Plata gefunden wurde. Die Frauen setzten für eine Stunde Arbeit und Studien aus und waren an diesem „Schwarzen Mittwoch“ („Miércoles negro“) in Trauer gekleidet.

## Luxemburg 2020, 2021
In Luxemburg fand am 7. März 2020 der erste Frauenstreik  unter dem Motto „Who cares? We care!“ statt.  Im Mittelpunkt des Streiks stand die ungleiche Verteilung der Care-Arbeit, denn immer noch sind es die Frauen*, die sich größtenteils um reproduktive Tätigkeiten wie Haushalt, Pflege, Erziehung usw. kümmern. Alle Frauen wurden aufgerufen, an diesem Tag die Arbeit (symbolisch) niederzulegen und zusammen auf die Straße zu gehen, um auf die unbezahlte Arbeit aufmerksam zu machen.
Am 8. März 2021 gingen über 1.000 Menschen  unter dem Motto: „We still Care“ erneut auf die Straße, um auf die Benachteiligung von Frauen – vor allem Women of Color und queere Frauen* – aufmerksam zu machen. Die Organisatorinnen verwiesen außerdem darauf, dass im Rahmen der Covid-19-Pandemie die Ungleichheiten zwischen den Geschlechtern nochmals verstärkt würden.
Organisatorin beider Streiks war die Plattform JIF Luxembourg.